# تاكيهيرو هاياشي
تاكيهيرو هاياشي (باليابانية: 林 威宏) (23 يناير 1976 في آبيكو في اليابان – )؛ هو لاعب كرة قدم ياباني سابق كان يلعب كمهاجم.

## وصلات خارجية
- تاكيهيرو هاياشي على موقع رابطة كرة القدم اليابانية للمحترفين (اليابانية)